# یواس‌اس فولر (دی‌دی-۲۹۷)
یواس‌اس فولر (دی‌دی-۲۹۷) (به انگلیسی: USS Fuller (DD-297)) یک کشتی بود که طول آن ۹۵٫۸۳ متر (۳۱۴٫۴ فوت) بود. این کشتی در سال ۱۹۱۸ ساخته شد.